# Tarifverbund Luzern/Obwalden/Nidwalden
Der Tarifverbund Luzern/Obwalden/Nidwalden, auch bekannt unter dem Namen Tarifverbund Passepartout, ist ein Tarifverbund des öffentlichen Personenverkehrs in der Zentralschweiz. Das Verbundsgebiet ist in 29 Zonen für Abonnemente und Einzelbillette aufgeteilt und erstreckt sich über die Kantone Luzern, Obwalden, Nidwalden, sowie einige Gemeinden in den angrenzenden Kantonen Aargau, Bern, Schwyz, Uri und Zug. Im Jahr 2016 hatten 55'000 Personen ein Passepartout-Abo.

## Geschichte
Der Tarifverbund Passepartout wurde im Jahr 1986 gegründet und bot ab 1988 kantonsübergreifend Abonnemente an. Ab 2002 wurden unter dem Namen Integraler Tarifverbund in der Agglomeration Luzern auch Einzelfahrscheine für die sogenannte Kernzone rund um Luzern eingeführt. Ab dem 13. Dezember 2009 wurde das Einzelfahrausweis-Angebot auf das Gesamtgebiet der Kantone Luzern, Obwalden und Nidwalden ausgedehnt. Neu konnten so Zonenbillette, statt der bis dahin üblichen Streckenbillette gelöst werden und der Tarifverbund Passepartout wurde zum integralen Tarifverbund. Gleichzeitig wurde die Führung des Tarifverbunds ab 2010 dem neugegründeten Verkehrsverbund Luzern übertragen. Die 2009 eingeführte Einteilung des Verbundsgebiets in 78 Zonen für Einzelbillette und 36 Zonen für Abonnemente wurde per Fahrplanwechsel vom 14. Dezember 2014 durch einen neuen Zonenplan mit 29 Zonen, die für beide Ticketarten gelten, ersetzt.

## Billett-Sortiment
Neben den normalen Einzelfahrkarten für bestimmte Zonen werden auch Tageskarten angeboten, welche für den jeweiligen Kalendertag in diesen Zonen gültig sind. Sowohl für Einzelbillette, wie auch für Tageskarten gibt es zudem Mehrfahrtenkarten, welche für Gelegenheitsnutzer gedacht sind und bis zu 10 Prozent günstiger sind als Einzelbillette.
Alle Abonnemente sind als Jahres- oder Monatsabonnement auf dem Swisspass erhältlich, neben dem ermässigten Junior-Abo für Personen unter 25 Jahren, gibt es auch für Hunde ein spezielles Abonnement. Weiter ist ein 9-Uhr-Abo im Angebot, dass an Werktagen erst ab 9:00 Uhr morgens gilt. Für Pendler in andere Tarifverbünde ist zudem ein spezielles Abonnement namens Modul-Abo im Angebot, das die Streckenabonnemente des Nationalen Direkten Verkehrs (NDV) bis zu 70 km Entfernung, sowie nach Wunsch eine oder mehrere Verbundszonen entlang der Strecke einschliesst.

### Tarifliche Besonderheiten
Kurzstreckentickets sind nur in der Zone 10 auf dem Gebiet der Agglomeration Luzern verfügbar. Diese gelten für eine Fahrt von bis zu 6 Bushaltestellen.
Für Billette, welche nur innerhalb der Zone 10 gültig sind, gilt ein gesonderter Tarif, dieser ist höher als in den übrigen Zonen. Weiter wird die Zone 10 als zwei Zonen gezählt, wenn sie in Kombination mit anderen Zonen gelöst wird. Im Randbereich der Zone 10 wurden deshalb sogenannte Langstreckenbillette eingeführt, die für ausgewählte Relationen für eine einfache Fahrt gelten und so viel kosten wie ein Ticket für 1 Zone.
Mit dem Tarifverbund Schwyz, sowie dem Tarifverbund A-Welle wurden drei sogenannte Überlappungszonen geschaffen, in welchen jeweils sowohl Passepartout-Fahrkarten, wie auch Billette des anderen Verbunds gültig sind. Diese Zonen können jeweils nur in Kombination mit einer anderen Zone gelöst werden.

## Tarifpartner

### Bahn
- Zentralbahn
- Schweizerische Bundesbahnen
- BLS AG

### Trolleybus und Autobus
- Auto AG Rothenburg (inkl. Emmer Busbetriebe)
- Auto AG Schwyz
- PostAuto Schweiz AG, Region Zentralschweiz
- Rottal Auto AG
- Verkehrsbetriebe Luzern
- Zugerland Verkehrsbetriebe (Busbetrieb Seetal-Freiamt)

### Schiff
- Schifffahrtsgesellschaft des Vierwaldstättersees (nur teilweise integriert: auf der Strecke Luzern – Hertenstein – Weggis – Vitznau sind Abonnemente gültig)

## Netzpläne

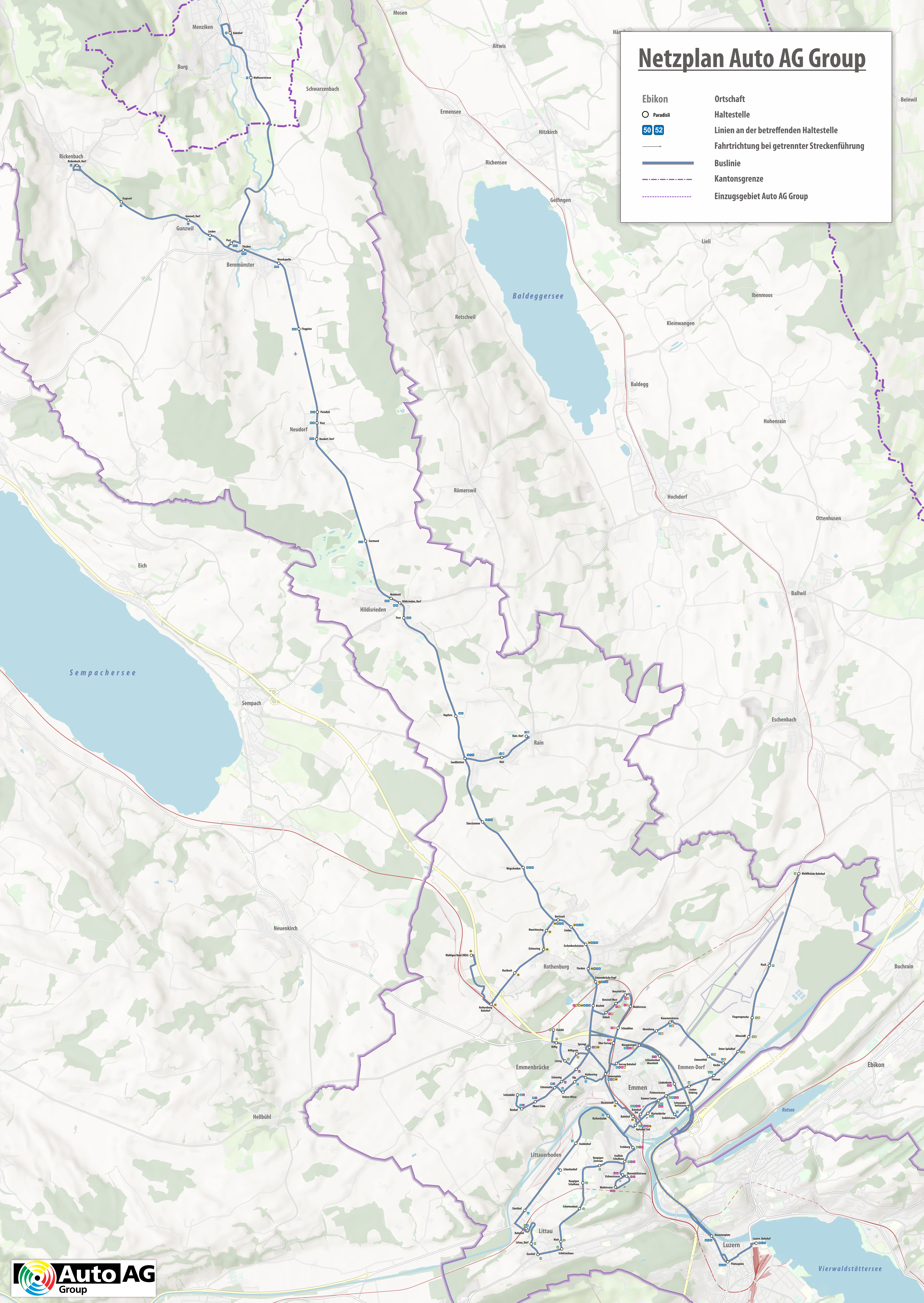
Rothenburg
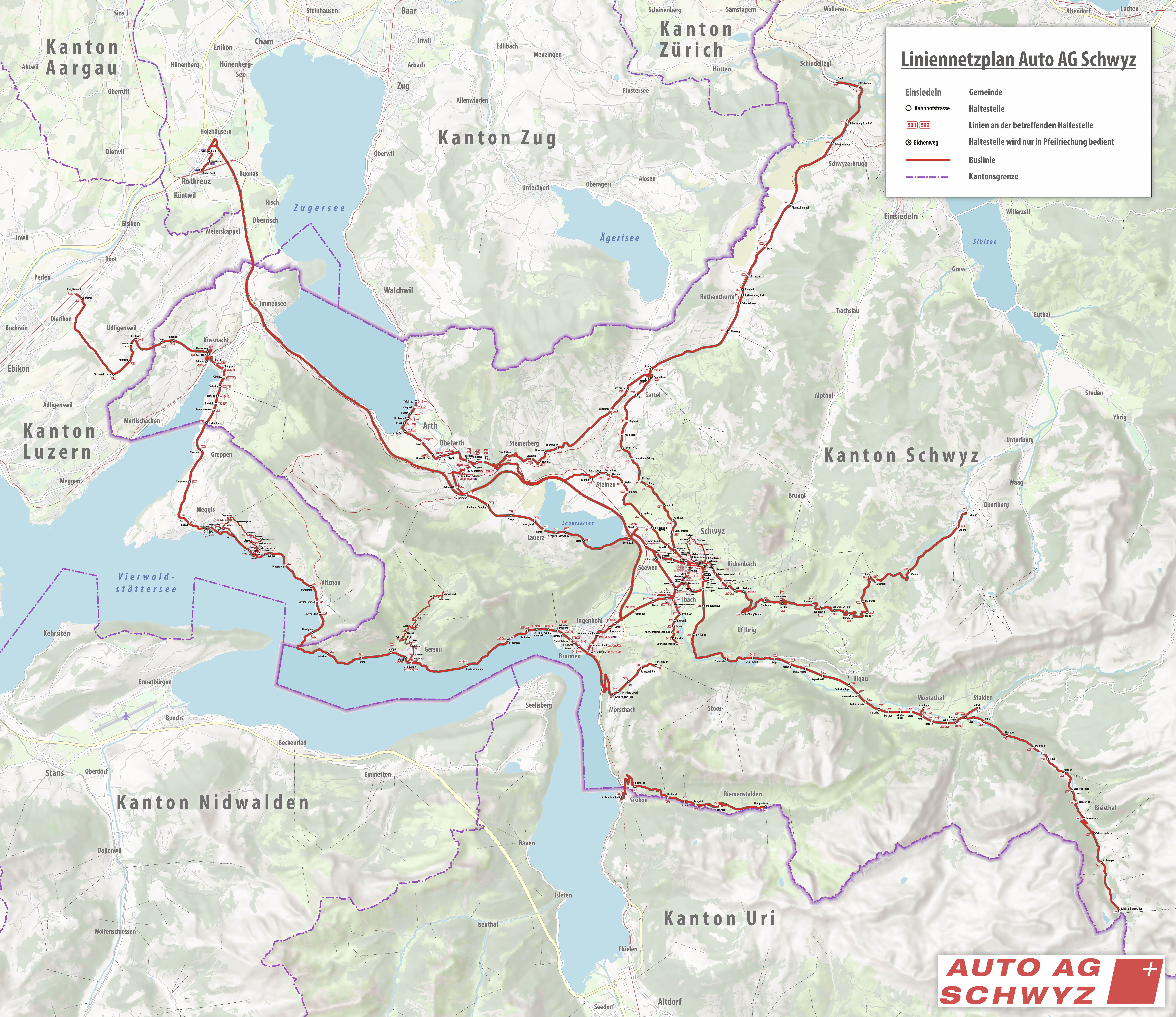
Kanton Schwyz
Luzern
Luzern Entlebuch Escholzmatt
Luzern Hinterland
Luzern Hochdorf
Kanton Zug